# EX-201
La EX-201 es una carretera de titularidad de la Junta de Extremadura. Su categoría es intercomarcal. La denominación es EX-201, de límite de provincia de Huelva (Santa Olalla del Cala) a Fregenal de la Sierra.

## Historia de la carretera
Es la antigua C-434, cuya nomenclatura cambió a EX-201 al redefinirse la Red de Carreteras de Extremadura en 1997.

## Inicio
Tiene su origen en el límite de la provincia de Huelva. En Andalucía continúa por la A-434 hasta la N-630, cerca de la localidad de Santa Olalla del Cala. (38°03′22″N 6°27′08″O / 38.056078, -6.452347)

## Final
El final está en la localidad de Fregenal de la Sierra, en la intersección con el trazado de la antigua N-435 por la localidad. (38°10′07″N 6°38′58″O / 38.168542, -6.649386)

## Trazado, localidades y carreteras enlazadas
La longitud real de la carretera es de 23 060 m, de los que la totalidad discurren en la provincia de Badajoz.
El origen de los kilómetros se sitúa en la intersección con la N-630. Esto se debe a que en el pasado, cuando era titularidad del antiguo Ministerio de Obras Públicas, la EX-201 y la A-434 formaban una única carretera (C-434).
En el límite de provincia, el kilometraje parcial es el 26+230, inicio del tramo extremeño.
Su desarrollo es el siguiente:
| P. K.           | HITO                                                                |
| --------------- | ------------------------------------------------------------------- |
| 26+230          | Inicio. Límite de provincia de Huelva ( A-434 )                     |
| 32+710          | Intersección EX-103 (Cabeza la Vaca)                                |
| 35+840 - 37+240 | Travesía de Segura de León                                          |
| 35+930          | Intersección EX-202 (Fuente de Cantos)                              |
| 36+130          | Intersección BA-092 (Fuentes de León)                               |
| 39+810 - 41+210 | Travesía de Bodonal de la Sierra                                    |
| 39+920          | Acceso sur a Bodonal de la Sierra                                   |
| 41+180          | Acceso norte a Bodonal de la Sierra y BA-160 (Valencia del Ventoso) |
| 48+050 - 49+290 | Travesía de Fregenal de la Sierra                                   |
| 48+100          | Paso a nivel con ferrocarril                                        |
| 49+290          | Fin: Antigua N-435 (Fregenal de la Sierra).                         |

## Otros datos de interés
(IMD, estructuras singulares, tramos desdoblados, etc.).
La carretera tiene una plataforma de 8 metros, con dos carriles de 3,50 metros y dos arcenes de 0,50 m.
Los datos sobre Intensidades Medias Diarias en el año 2006 son los siguientes:
| P. K.                          | IMD  | Ligeros | Pesados | % Pesados |
| ------------------------------ | ---- | ------- | ------- | --------- |
| 30+000                         | 910  | 699     | 211     | 23,2      |
| 35+000 (Segura de León)        | 868  | 658     | 210     | 24,2      |
| 39+400                         | 2355 | 2007    | 348     | 14,8      |
| 47+000 (Fregenal de la Sierra) | 2850 | 2500    | 350     | 12,3      |

## Evolución futura de la carretera
La carretera se encuentra acondicionada dentro de las actuaciones previstas en el Plan Regional de Carreteras de Extremadura.